# Pavlína Zaháňská
Pavlína Zaháňská (Luisa Pavlína Marie Zaháňská a Kuronská; německy celým jménem Luise Pauline Maria Biron von Sagan und Kurland 19. února 1782, Jelgava – 8. ledna 1845, Vídeň) byla narozením kuronská princezna a sňatkem s knížetem Fridrichem Heřmanem Otou hohenzollernsko-hechingenská kněžna.

## Život
Pavlína se narodila jako druhá dcera posledního kuronského a zemgalského vévody Petra Birona a jeho třetí manželky Dorothey von Medem.
Pavlína se v osmnácti letech 26. února 1800 v Praze provdala za knížete Fridricha Heřmana Otu Hohenzollernsko-Hechingenského (22. 7. 1776 Namur – 13. 9. 1838 Hechingen), syna knížete Heřmana a jeho druhé manželky Maximiliany z Grave. Pavlína měla s manželem jednoho syna:
- Konstantin Hohenzollernsko-Hechingenský (16. 2. 1801 Zaháň – 3. 9. 1869), I. manž. 1826 Evženie Leuchtenberská (22. 12. 1808 Milán – 1. 9. 1847), II. manž. 1850 baronka Amalie Schenk von Geyern (13. 7. 1832 Fürth – 29. 7. 1897 Wiesbaden), rozvedli se roku 1863

Z aférky s manželem její starší sestry Kateřiny Julesem Armandem Louisem de Rohan (20. 10. 1768 Versailles – 13. 1. 1836 Sychrov) se jí narodila nemanželská dcera:
- Marie von Steinach (8. 12. 1805 Paříž – 6. 1. 1893 Cunzendorf), manž. 25. 7. 1829, Ratibořice Fabian zu Dohna-Schlodien (5. 8. 1802 Małomice – 4. 5. 1871 Cunzendorf)[1]

## Tituly a oslovení
- 19. února 1782 – 26. února 1800: Její Jasnost princezna Pavlína Kuronská
- 26. února 1800 – 2. listopadu 1810: Její Jasnost dědičná kněžna hohenzollernsko-hechingenská, princezna kuronská
- 2. listopadu 1810 – 13. září 1838: Její Jasnost kněžna hohenzollernsko-hechingenská, princezna kuronská
- 13. září 1838 – 29. listopadu 1838: Její Jasnost kněžna vdova hohenzollernsko-hechingenská, princezna kuronská
- 29. listopadu 1838 – 8. ledna 1845: Její Jasnost kněžna zaháňská, kněžna vdova hohenzollernsko-hechingenská, princezna kuronská

Po otcově smrti Pavlína zdědila pražský palác a panství Hohlstein a Nettkow. Po smrti starší sestry Kateřiny Pavlína zdědila také knížectví Zaháň ve Slezsku a panství Náchod v Čechách.